# Kozmos: Odiseja u svemiru
Kozmos: odiseja u svemiru (engl. Cosmos: A Spacetime Odyssey), američka znanstvena dokumentarna televizijska serija. Predstavlja je Neil deGrasse Tyson i nastavak je televizijske serije iz 1980. godine Kozmos: osobno putovanje, koju je predstavljao Carl Sagan. Izvršni su producenti Seth MacFarlane i Ann Druyan, Saganova udovica. Serija je praizvedena 9. ožujka 2014. godine, simultano širom deset mreža 21st Century Foxa u SAD-u. Ostatak serije emitirat će se na Foxu, a National Geographic Channel reemitirat će epizode večer poslije s dodatnim sadržajem. Glazbu za Kozmos: odiseju u prostorvremenu napisao je Alan Silvestri.

## Pozadina
Izvorni 13-dijelni Kozmos: osobno putovanje prvi je put bio emitiran 1980. godine na PBS-u, a domaćin je bio Carl Sagan. Predstava je od svojeg emitiranja smatrana veoma značajnom; David Itzkoff iz The New York Timesa opisao ju je kao "presudan trenutak u prikazivanju znanstvenog televizijskog programa". Predstavu je gledalo najmanje 400 milijuna ljudi u 60 različitih zemalja, a sve do dokumentarca Građanski rat ostala je najcjenjeniji program mreže.
Poslije Saganove smrti 1996. godine njegova je udovica Ann Druyan, suautorica izvorne serije Kozmos zajedno sa Stevenom Soterom, producentom serije, i astrofizičarom Neilom deGrasseom Tysonom, pokušavala izraditi novu verziju serije s ciljem da privuče što širu publiku, a ne samo onu koju zanima znanost. Borili su se godinama s opirućim televizijskim mrežama koje nisu uvidjele široku privlačnost predstave.

## Razvoj
Seth MacFarlane upoznao je Druyan preko Tysona 2008. godine na početku Razmjene znanosti i zabave, novog losanđeleskog ureda Nacionalne akademije znanosti, dizajnirana radi povezivanja holivudskih scenarista i redatelja sa znanstvenicima. Godinu dana poslije, na ručku s Tysonom u New York Cityju 2009. godine, MacFarlane je doznao za njihovo zanimanje ponovne izrade Kozmosa. U djetinjstvu je na njega jako utjecao Kozmos vjerujući da Kozmos služi "[premoštenju] jaza između akademske zajednice i opće javnosti". Tada je MacFarlane rekao Tysonu, "na točki sam svoje karijere u kojoj imam nešto raspoloživa dohotka... i želio bih ga potrošiti na nešto vrijedno." MacFarlane je smatrao smanjenje potpore svemirskim putovanjima tijekom nedavnih desetljeća dijelom "naše kulture letargije". MacFarlane, koji ima nekoliko serija na Foxovoj mreži, uspio je dovesti Druyan na susret s glavama Foxovih programa, Peterom Riceom i Kevinom Reillyjem, i pomogao osigurati zeleno svjetlo za predstavu. MacFarlane priznaje da je "najmanje bitna osoba u toj jednadžbi" i da je njegova potpora ujedno odlazak s posla koji je prethodno radio, no ovo smatra "vrlo ugodnim teritorijem za sebe osobno". On i Druyan postali su bliski prijatelji, a Druyan je izjavila da vjeruje da bi Sagan i MacFarlane bili "srodne duše" s obzirom na svoje "prilagodljive talente". U lipnju 2012. godine MacFarlane je osigurao financiranje da se oko 800 kutija Saganovih osobnih bilježaka i korespondencija donira Kongresnoj knjižnici.
U intervjuu u Point of Inquiryju Tyson je obrazlagao njihov cilj hvatanja "duha izvornog Kozmosa" koji opisuje kao "onaj koji uzdiže teme koje pozivaju ljude na akciju". Druyan opisuje teme čuđenja i skepticizma koji unose u scenarije, u intervjuu za Skepticality, "da bi se nešto kvalificiralo za našu predstavu to vas mora dotaknuti", i nastavlja: "To još uvijek mora biti rigorozno dobra znanost – nema štednje na tome. No opet to također mora imati jednak udio i skepticizma i čuđenja." U intervjuu u Big Picture Scienceu Tyson uspjehu izvorne serije pripisuje proliferaciju znanstvenih programa, “zadatak je sljedeće generacije Kozmosa malo drugačiji jer ne moram više poučavati znanost iz udžbenika. U izvornom Kozmosu puno je znanosti iz udžbenika, no to nije ono što najviše upamtite. Ono što većina ljudi koja se sjeća izvorne serije najbolje pamti jest trud da se znanost predstavi na način da ima smisao za nekoga da utječe na njegovo ponašanje kao građanina države i svijeta – posebice svijeta.” Tyson izjavljuje da će nova serija sadržavati ne samo nov materijali i ažurirane verzije tema izvorne serije nego će prvenstveno služiti i “potrebama današnjeg stanovništva”. “Želimo napraviti program koji nije jednostavno nastavak prvog, već proizlazi iz vremena u kojem ga stvaramo tako da se tiče onih koji čine ovu publiku 21. stoljeća u nastajanju.” Tyson je smatrao da su nedavni uspjesi znanstveno orijentiranih predstava poput Teorije velikog praska i CSI: Crime Scene Investigationa te filmova poput Gravitacije posljedica toga da je "znanost postala mainstream" i očekuje da će Kozmos "pasti na veoma plodno tlo".
Tyson komentira "odnos ljubavi i mržnje" koji su gledatelji imali prema Svemirskom brodu imaginacije iz izvorne serije, no potvrđuje da oni razvijaju "vozila pripovijedanja". Tyson je potvrdio da će definirajući elementi izvorne serije poput Svemirskog broda imaginacije i kozmičkog kalendara s poboljšanim specijalnim efektima, kao i novi elementi, biti prisutni. Animaciju je za ove sekvencije izradio tim koji je za seriju osobno odabrao MacFarlane. Kara Vallow razvila je i producirala animaciju, a rabljen je animacijski studio Six Point Harness u Los Angelesu u Kaliforniji. Ažurirani svemirski brod dizajniran je da "ostane bezvremenski i vrlo jednostavan", po MacFarlaneu, rabeći strop za projekciju budućih događaja i pod za one iz prošlosti da bi omogućio Tysonu, kao domaćinu, da "povede [gledatelja] na mjesta o kojima govori".

## Emitiranje
U kolovozu 2011. godine službeno je objavljeno da će premijerno emitiranje predstave biti u proljeće 2014. godine. Predstava je koprodukcija Druyanova Cosmos Studiosa, MacFarlaneova Fuzzy Door Productionsa i National Geographic Channela; Druyan, MacFarlane, Mitchell Cannold iz Cosmos Studiosa i redatelj Brannon Braga izvršni su producenti.
Foxov glavni i izvršni direktor Reilly smatrao je da će predstava biti rizik i izvan tipičnih programa mreže, no da "vjerujemo da bi ovo moglo imati jednako masovan kulturni utjecaj koji je izvorna serija imala", i usmjerili smo resurse mreže u predstavu. Predstava će prvo biti emitirana na Foxu, a iste večeri reemitirana na National Geographic Channelu.
U Kanadi je predstava bila simultano emitirana na Globalu, National Geographic Channelu i Nat Geo Wildu. Pregled prve epizode predstave emitiran je pred studentskim filmašima na White House Student Film Festivalu 28. veljače 2014.
Kozmos je praizveden simultano u SAD-u na deset Foxovih mreža: Foxu, FX-u, FXX-u, FXM-u, Fox Sports 1, Fox Sports 2, National Geographic Channelu, Nat Geo WILDu, Nat Geo Mundu i Fox Lifeu. Po Fox Networksu ovo je prvi put da je TV-predstava postavljena za premijeru u globalnom simulcastu širom njihove mreže kanala.

### Međunarodne premijere
| zemlja                     | datum                | kanali |
| -------------------------- | -------------------- | --- |
| SAD                        | 9. ožujka u 21 h     | Fox, National Geographic Channel, Nat Geo Wild, Nat Geo Mundo, FX, FXX, FXM, Fox Life, Fox Sports 1, Fox Sports 2 |
| Kanada                     | 9. ožujka u 21 h     | Global, Fox, Nat Geo, Nat Geo Wild                                                                                |
| Rusija                     | 10. ožujka u 20 h    | Fox, Fox Life, Nat Geo, Nat Geo Wild                                                                              |
| Ukrajina                   | 10. ožujka u 20 h    | Nat Geo, Nat Geo Wild, FX                                                                                         |
| Njemačka                   | 10. ožujka u 20.15 h | Fox, Nat Geo, Nat Geo Wild, Fox Channel                                                                           |
| Turska                     | 10. ožujka u 22 h    | Fox, Nat Geo, Nat Geo Wild, Nat Geo People, Fox Life, Fox Crime                                                   |
| Portugal                   | 10. ožujka u 23 h    | Fox, Nat Geo, Nat Geo Wild, Nat Geo Adventure, FX, FOX Life, FOX Crime                                            |
| Španjolska                 | 10. ožujka u 23 h    | Fox, Fox Crime, Nat Geo, Nat Geo Wild, Viajar                                                                     |
| Meksiko                    | 11. ožujka u 22 h    | Nat Geo |
| Republika Kina             | 11. ožujka u 22 h    | Fox, Nat Geo |
| Filipini                   | 12. ožujka u 22 h    | Fox, Nat Geo |
| Ujedinjeni Arapski Emirati | 12. ožujka u 20 h    | National Geographic Abu Dhabi                                                                                     |
| Brazil                     | 13. ožujka u 22.30 h | Fox, Nat Geo, Nat Geo Wild, FX, Fox Life, Fox Sports 2                                                            |
| Indonezija                 | 15. ožujka u 21 h    | Nat Geo |
| Hong Kong                  | 15. ožujka u 22 h    | Nat Geo, Nat Geo Wild, Nat Geo People                                                                             |
| Južna Koreja               | 15. ožujka u 23 h    | Nat Geo |
| Ujedinjeno Kraljevstvo     | 16. ožujka u 19 h    | Fox, Sky1, Nat Geo, Nat Geo Wild                                                                                  |
| JAR                        | 16. ožujka u 19.10 h | Fox (samo 1. epizoda), Nat Geo, Nat Geo Wild (23 h)                                                               |
| Australija                 | 16. ožujka u 19.30 h | Nat Geo, Nat Geo Wild, Nat Geo People, FX, FX2                                                                    |
| Indija                     | 16. ožujka u 20 h    | Nat Geo, Nat Geo HD Fox Traveller                                                                                 |
| Šri Lanka                  | 16. ožujka u 20 h    | Nat Geo, Fox Traveller                                                                                            |
| Japan                      | 16. ožujka u 20 h    | Nat Geo, Nat Geo Wild, Fox, Fox Movies, Fox Crime                                                                 |
| Francuska                  | 16. ožujka u 20.40 h | Nat Geo, Nat Geo Wild                                                                                             |
| Italija                    | 16. ožujka u 20.55 h | Nat Geo Wild, Nat Geo People, Fox (samo 1. epizoda), Nat Geo                                                      |
| Grčka                      | 16. ožujka u 21 h    | Nat Geo, Nat Geo HD, Nat Geo Wild, Nat Geo Wild HD, FOX, FOX Life                                                 |
| Cipar                      | 16. ožujka u 21 h    | Nat Geo, Nat Geo HD, Nat Geo Wild, Nat Geo Wild HD, FOX, FOX Life                                                 |
| Finska                     | 16. ožujka u 21.50 h | Fox (samo 1. epizoda), Nat Geo                                                                                    |
| Belgija                    | 16. ožujka u 22 h    | Nat Geo, Nat Geo Wild                                                                                             |
| Češka                      | 16. ožujka u 22 h    | Nat Geo, Nat Geo Wild                                                                                             |
| Danska                     | 16. ožujka u 22 h    | Nat Geo, Nat Geo Wild, FX                                                                                         |
| Mađarska                   | 16. ožujka u 22 h    | Nat Geo, Nat Geo Wild                                                                                             |
| Nizozemska                 | 16. ožujka u 22 h    | Nat Geo, Nat Geo Wild, Fox Life                                                                                   |
| Norveška                   | 16. ožujka u 22 h    | Fox, Nat Geo, Nat Geo Wild                                                                                        |
| Poljska                    | 16. ožujka u 22 h    | Fox, Nat Geo, Nat Geo Wild                                                                                        |
| Švedska                    | 16. ožujka u 22 h    | Nat Geo, Nat Geo Wild, FX                                                                                         |

## Epizode
| br. | naslov                               | datum emitiranja  |
| --- | ------------------------------------ | ----------------- |
| 1. | "Ustrajanje na Mliječnom putu"       | 9. ožujka 2014.   |
| Predstava počinje kratkom uvodnom snimkom na kojoj američki predsjednik Barack Obama opisuje "duh otkrića" koji serija stremi dati svojim gledateljima. Zatim slavni astrofizičar Neil deGrasse Tyson kreće na obilazak Sunčeva sustava 'Brodom imaginacije' prolazeći kroz poznati svemir i utvrđujući komponente Zemljine "adrese" unutar galaktičkog superskupa Djevice. Potom počinje priču o osobi koja je promicala rastezljivo razumijevanje Zemljina mjesta u svemiru predstavljajući renesansnog Talijana Giordana Bruna koji je imao viziju svemira kao beskonačna protega prostora i vremena. Potom počinje istraživanje na kozmičkom kalendaru koji datira od osvita velikog praska (slično prikazu iz prve epizode originalne serije). Epizoda završava deGrasse-Tysonovim pripovijedanjem kako se upoznao sa svojim mentorom Carlom Saganom koji je bio domaćin prve serije Kozmosa. |                                      |                   |
| 2. | "Neke stvari koje molekule rade"     | 16. ožujka 2014.  |
| Priča počinje s Neilom koji sjedi uz logorsku vatru i kazuje kako se vuk mijenjao umjetnom selekcijom i selektivnim uzgojem u pasmine pasa sve do danas. Zatim ulazi u Brod imaginacije i objašnjava prirodnu selekciju kroz proces koji je omogućio nastanak polarnih medvjeda. Duž tog puta govori o DNA, genima i mutaciji. Potom odlazi u šumu i opisuje drvo života što ga dovodi do rasprave o evoluciji oka. Zatim raspravlja o izumiranju odlazeći do spomenika nazvana Dvorovi izumiranja, posvećena slomljenim granama drva života. Objašnjava pet velikih masovnih izumiranja. Potom kazuje kako je dio života opstao, a potom se fokusira na dugoživce. Ondje govori o tome kakve su druge vrste života mogle nastati na drugim svjetovima. Potom odlazi na Saturnov mjesec Titan. Ondje spekulira o životu i kako je počeo. Potom se vraća na Zemlju i kazuje o abiogenezi i kako se život mijenjao i evoluirao. Predstava završava animiranom sekvencijom iz originalne serije o evoluciji života od jedne stanice do ljudi. |                                      |                   |
| 3. | "Kada je znanje pokorilo strah"      | 23. ožujka 2014.  |
| 4. | "Nebo puno duhova"                   | 30. ožujka 2014.  |
| 5. | "Skrivanje na svjetlu"               | 6. travnja 2014.  |
| 6. | "Dublje, dublje, još dublje"         | 13. travnja 2014. |
| 7. | "Čista soba"                         | 20. travnja 2014. |
| 8. | "Sunčeve sestre"                     | 27. travnja 2014. |
| 9. | "Izgubljeni svjetovi planeta Zemlje" | 4. svibnja 2014.  |
| 10. | "Električni dečko"                   | 11. svibnja 2014. |
| 11. | "Besmrtnici"                         | 18. svibnja 2014. |
| 12. | "Oslobođeni svijet"                  | 25. svibnja 2014. |
| 13. | "Neustrašeni tamom"                  | 2. lipnja 2014.   |

## Vanjske poveznice
- službeno mrežno mjesto na Foxu
- službeno mrežno mjesto na National Geographicu
- Kozmos: odiseja u prostorvremenu, službena filmska najava na Foxu
- Kozmos: odiseja u prostorvremenu u internetskoj bazi filmova IMDb-a